# José Antonio Grande
José Antonio Grande Cereijo (* 17. September 1947 in Valencia) ist ein ehemaliger spanischer Fußballspieler.

## Spielerkarriere

### Vereine
Grande kam im Seniorenbereich in der Saison 1967/68 in der Gruppe Nord der Segunda División, der zweithöchsten Spielklasse im spanischen Fußball, in allen 30 Saisonspielen jeweils über 90 Minuten zum Einsatz. Bei seinem Debüt am 10. September 1969 (1. Spieltag) beim 1:1-Unentschieden im Auswärtsspiel gegen den die UE Lleida, erzielte er mit dem Treffer zum Endstand in der 83. Minute sein erstes von insgesamt 14 Toren.
Zur Saison 1968/69 von Real Madrid verpflichtet, bestritt er für diese Mannschaft bis Saisonende 1972/73 83 Erstligaspiele, in denen er neun Tore erzielte. In seiner Premierensaison kam er in nur fünf Punktspielen zum Einsatz und erzielte zwei Tore. Am 19. Januar 1969 (18. Spieltag) debütierte er in der höchsten Spielklasse im spanischen Fußball beim 2:2-Unentschieden im Auswärtsspiel gegen den FC Córdoba. Eine Woche später erzielte er im Heimspiel gegen Athletic Bilbao mit dem 2:1-Siegtreffer in der 85. Minute sein erstes Tor. Während seiner Vereinszugehörigkeit gewann er mit Real Madrid zweimal die Meisterschaft und einmal den nationalen Vereinspokal. Ferner bestritt er jeweils zehn Spiele im Wettbewerb um den Europapokal der Landesmeister und um den Europapokal der Pokalsieger, wobei er im erstgenannten in den beiden Erstrundenspielen gegen Olympiakos Nikosia sowohl im Hin- als auch im Rückspiel jeweils ein Tor erzielte. Im letztgenannten Wettbewerb erzielte er am 4. November 1970 im Zweitrundenrückspiel beim FC Wacker Innsbruck beim 2:0-Sieg mit dem Führungstor zum 1:0 in der 76. Minute sein einziges. Im Wettbewerb um den UEFA-Pokal bestritt er bei der ersten Austragung 1971/72 zwei Erst- und ein Zweitrundenspiel. Ein internationaler Titel blieb ihm verwehrt; zwar erreichte er mit seiner Mannschaft am 21. Mai 1971 in Piräus das Wiederholungsspiel des Finales um den Europapokal der Pokalsieger, jedoch wurde dieses mit 0:1 gegen den FC Chelsea verloren.
Für den Liganeuling Racing Santander erzielte er in der Saison 1973/74 elf Tore in 33 Punktspielen, doch damit konnte er den Abstieg auch nicht verhindern.
Von 1974 bis 1977 spielte er für den FC Granada, die letzte Saison in der Segunda División. Für den Verein bestritt er 60 Erst- und 32 Zweitligaspiele, in denen er elf und drei Tore erzielte. Die Saison 1977/78 spielte er für den drittklassigen CF Palencia – 24 Mal, in denen er drei Tore erzielte. Für den unterklassigen CD Colonia Moscardó bestritt er abschließend in der Saison 1977/78 lediglich zwei Spiele um den nationalen Pokal; im Heimspiel der 1. Runde gegen San Fernando de Henares erzielte er den 1:0-Siegtreffer am 1. Oktober 1978.

### Nationalmannschaft
Grande gehörte 1967/68 der Olympiaauswahl an, für die er in der Qualifikationsgruppe 4 zweimal eingesetzt wurde. In der Gruppe B des olympischen Turniers bestritt er alle Spiele, wobei ihm im Spiel gegen die Auswahl Nigerias zwei Tore gelangen, sowie das am 20. Oktober 1968 in Puebla mit 0:2 gegen die Auswahl Mexikos verlorene Viertelfinale. Zwei weitere Spiele bestritt er im Jahr 1971 in der Qualifikationsgruppe 2 im Hinblick auf das olympische Turnier 1972 in München.
Mit der Amateurnationalmannschaft Spaniens nahm er am Wettbewerb um den UEFA Amateur Cup teil. In der zweiten Auflage 1969/70 ging er mit seiner Mannschaft als Sieger aus der Gruppe 2 hervor und gelangte in der Endrunde mit dem 6:0-Sieg über die Amateurnationalmannschaft Italiens ins Finale. Da die Finalbegegnung am 3. Juli 1970 in Forte dei Marmi gegen die Amateurnationalmannschaft der Niederlande mit 1:1 n. V. keinen Sieger fand, wurde das Spiel einen Tag später an selber Stätte wiederholt. In diesem setzte er sich mit seiner Mannschaft mit 2:1 durch.

### Erfolge
- Europameister der Amateure 1970
- Finalist Europapokal der Pokalsieger 1971
- Spanischer Meister 1969, 1972
- Spanischer Pokal-Sieger 1970

## Trainerkarriere
Seine erste Mannschaft, für die er als Trainer Verantwortung übernahm, war die Jugendmannschaft von Real Madrid – und das zehn Jahre lang. Danach trainierte er vom 1. Juli 1989 bis zum 16. Februar 1997 mit Real Madrid Aficinados die dritte, unmittelbar darauffolgend bis Saisonende am 30. Juni 1997, die zweite Mannschaft.
Vom 1. Juli 1996 bis zum 30. Juni 2003 wirkte er unter Vicente del Bosque, Jupp Heynckes, Fabio Capello, John Toshack und Guus Hiddink in insgesamt 405 Spielen als Co-Trainer für Real Madrid. Beşiktaş Istanbul war dann erneut unter Vicente del Bosque vom 8. Juni 2004 bis zum 27. Januar 2005 sein nächster Verein als Co-Trainer. In Spanien zurück unterstützte er Bernd Schuster und später erneut Fabio Capello bei Real Madrid vom 6. Juli 2006 bis zum 30. Juni 2008. Am 17. Juli 2008 kam er ein drittes Mal mit Vicente del Bosque zusammen; beide zeichneten bis zum 30. Juni 2016 für die Nationalmannschaft Spaniens verantwortlich. Vom 3. November 2017 bis zum 31. Juli 2018 unterstützte er in seiner Co-Trainertätigkeit Tae-yong Shin bei der Nationalmannschaft Südkoreas anschließend und noch anhaltend Paulo Bento.